# Operation Smile
Operation Smile är en politiskt och religiöst obunden medicinsk hjälporganisation som har 90-konto och som kontrolleras av Svensk Insamlingskontroll. Organisationen grundades i USA 1982 av den amerikanske plastikkirurgen Dr William P Magee Jr och hans fru Kathleen Magee, sjuksköterska och socialarbetare. Operation Smiles vision är "En framtid där alla människor har tillgång till säker kirurgi som förbättrar hälsa och livskvalitet". Organisationen arbetar i låg- och medelinkomstländer med att hjälpa barn födda med ansiktsmissbildningar, främst läpp-, käk- och gomspalt genom att med hjälp av medicinskt utbildade volontärer erbjuda operationer utan kostnad för deras familjer. Sedan organisationen grundades har över 290 000 operationer genomförts.

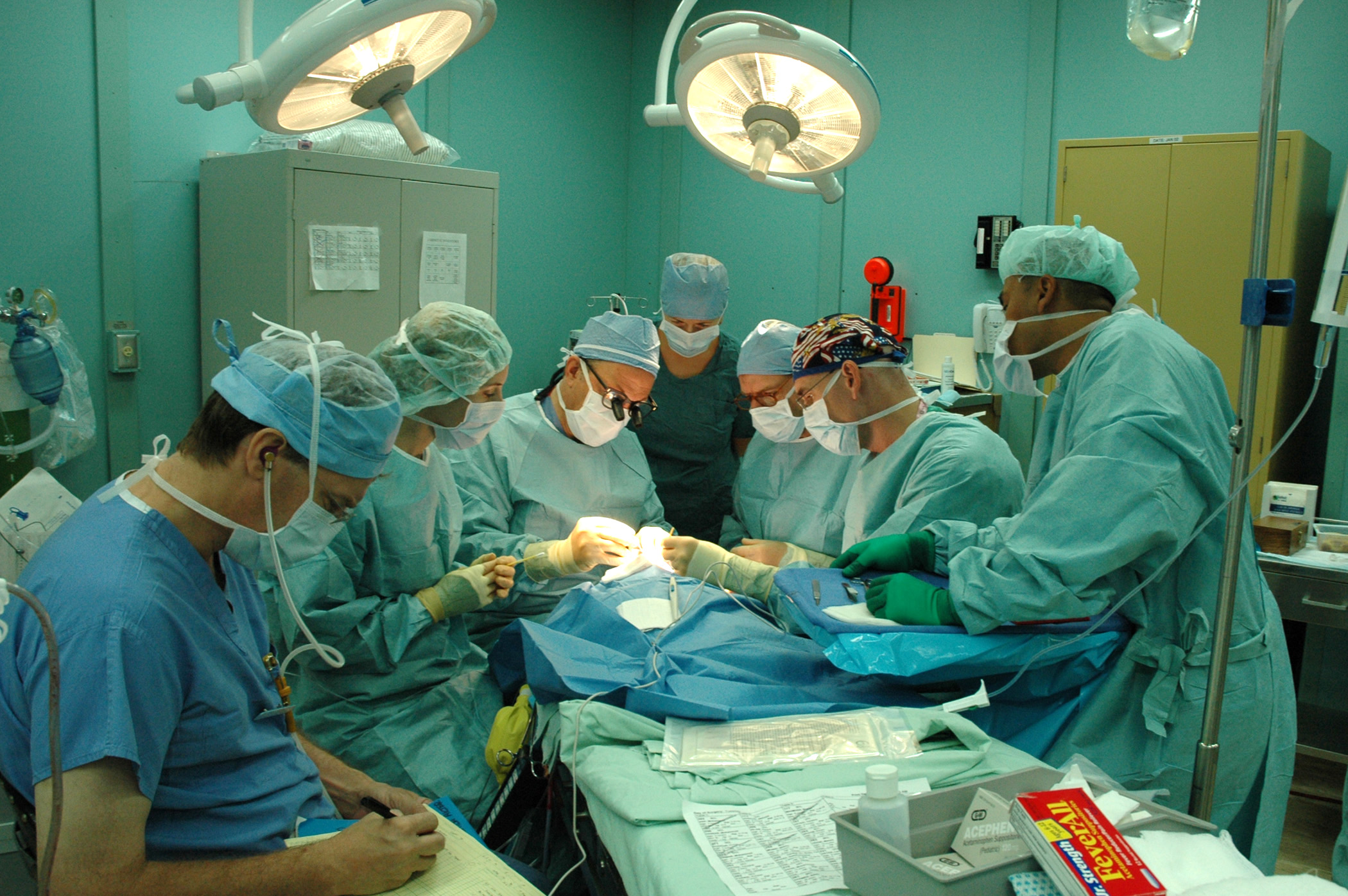
Chittagong, Bangladesh – Operation Smile team och Military Sealift Command

Operation Smile finns i dag i drygt 40 länder, varav 30 är programländer, där de medicinska uppdragen genomförs, och elva är resursländer, där insamling sker. Under Operation Smiles medicinska uppdrag samlas volontärer från olika delar av världen för att operera barn och ungdomar, och vissa fall även äldre; patienter som i de flesta fall annars inte skulle få någon hjälp. I ett team ingår kirurger, narkosläkare, barnläkare, narkossköterskor, operationssköterskor, tandspecialister, logopeder, lekterapeuter med flera. Många av volontärerna som medverkar kommer från det aktuella landet. Utöver de internationella uppdragen genomförs i allt högre utsträckning lokala uppdrag, med enbart inhemska volontärer. Samtliga uppdrag  sker i samarbete med hälso- och sjukvården i landet i fråga. Det långsiktiga målet för Operation Smile är att höja kompetensen och resurserna i programländerna genom att bygga och driva permanenta kliniker som förutom operationer även kan erbjuda till exempel tandvård, nutritionsvård och möjlighet att träffa en logoped. I dag finns 34 sådana kliniker i 19 länder.
2010 grundades Insamlingsstiftelsen Operation Smile Sverige, i syfte att samla in pengar till den internationella verksamheten samt att rekrytera svensk och övrig nordisk sjukvårdspersonal som volontärer. Totalt finns mer än 5 000 medicinska volontärer från 60 olika länder varav drygt 200 i Sverige, Norge, Danmark och Finland.